# L'autunno
L'autunno (L'Automne) è un dipinto a olio su tela del pittore franco-svizzero Félix Vallotton, realizzato nel 1908 e conservato nella collezione Mirabaud, in Svizzera.

## Descrizione
Il quadro ritrae una donna nuda che si sistema i capelli mentre regge con i denti un foulard verde che scende lungo il suo petto, fino alle gambe. Nel mentre, ella osserva lo spettatore. Lo sfondo è costituito da una parete giallognola. L'opera venne dipinta nel 1908, come testimonia la firma in basso a destra, in un periodo nel quale Vallotton dipinse molti nudi femminili.
Le donne sono uno dei soggetti preferiti di Vallotton e furono ritratte da lui in vari modi: a volte vulnerabili, a volte violente (come nel quadro Orfeo squartato dalle Menadi del 1914), mentre in questo caso lo sguardo seducente della donna avvicinerebbe questo soggetto al concetto di "donna conquistatrice".